# Poji Zhen
Poji Zhen (kinesiska: 泼机, 泼机镇) är en köping i Kina. Den ligger i provinsen Yunnan, i den sydvästra delen av landet, omkring 350 kilometer nordost om provinshuvudstaden Kunming. Antalet invånare är 114 216. Befolkningen består av 55 697 kvinnor och 58 519 män. Barn under 15 år utgör 31 %, vuxna 15-64 år 62 %, och äldre över 65 år 6,0 %.
Genomsnittlig årsnederbörd är 1 152 millimeter. Den regnigaste månaden är juli, med i genomsnitt 224 mm nederbörd, och den torraste är december, med 19 mm nederbörd.